# 7 mm PRC
Die 7 mm Precision Rifle Cartridge (kurz 7 mm PRC) ist eine moderne Gewehrpatrone, die gezielt für höchste Präzision und maximale Leistung im Long-Range-Schießen entwickelt wurde.

## Hintergrund
Die Hülse der 7mm PRC basiert auf der .375 Ruger, welche als moderne Version der .375 Holland & Holland anzusehen ist, da sie bei gleicher Leistung in Standardsysteme passt und auf einen Hülsengürtel zugunsten eines größeren Pufferraumes verzichtet.
Der amerikanische Munitionshersteller Hornady entwickelte 2022 die 7 mm PRC als einen modernen Vertreter der 7 mm-Kaliber Gruppe, die für die Aufnahme besonders langer Geschosse ausgelegt ist.
Angelehnt ist diese Neuentwicklung an die 7 mm Remington Magnum und ebenfalls für Long-Action-Systeme bestimmt.
Dies ist nötig, um dem Trend zu effizienteren Patronen gerecht zu werden. Statt auf größere Kaliber mit immer größeren Pulverräumen, woraus mehr Leistung, aber auch ein stärkerer Rückstoß folgt, setzen die neuen Entwicklungen auf kleinere Pulverräume, die auf effiziente Nutzung der Treibladung ausgelegt sind. Dadurch kann trotz hoher Leistung der Rückstoß, das Mündungsfeuer und der Laufverschleiß gesenkt werden.
Die 7 mm PRC weist aufgrund ihrer optimierten Hülsengeometrie eine um rund 4 % höhere ballistische Effizienz im Vergleich zur 7 mm Remington Magnum auf. Diese Steigerung resultiert insbesondere aus einer verbesserten Pulververbrennung und einer gleichmäßigeren Druckentwicklung bei identischer Geschossmasse.
Neben einem steilen Schulterwinkel und geringeren Toleranzen im Patronenlager wurde besonders auf einen ausreichend langen Hülsenhals im Verhältnis zur Hülsenlänge geachtet. Dadurch können besonders lange Geschosse mit einem hohen Ballistischer Koeffizienten verwendet werden, ohne dass diese in den Pulverraum eindringen.
Diese ballistisch optimierten Geschosse reduzieren den Geschwindigkeitsverlust und die Winddrift während des Fluges deutlich, sodass bei gleichem Ressourceneinsatz eine höhere Leistung das Ziel erreichen kann.

## Patronen der PRC Familie
- 6,5 mm PRC
- 7 mm PRC
- 300 PRC